# IBM Personal Computer XT
O IBM Personal Computer XT (IBM 5160, abreviado PC-XT, ou simplesmente XT) foi um computador pessoal lançado em 1983 como sucessor do IBM PC - um dos primeiros dispositivos com disco rígido como padrão - baseado na mesma arquitetura que o antecessor com somente melhorias incrementais; (a arquitetura de barramento de 16-bits só apareceria no PC-AT). Largamente voltado à usuários de negócio e o 3270 PC (emulador de terminal 3270) foi liberado mais tarde em outubro 1983.
O XT veio originalmente com 128 kB da memória, um acionador de disco flexível de 360 kB 5 1/4", uma unidade de disco rígido de 10 MB, uma porta serial, oito slots de expansão ISA de 8 bits e um microprocessador Intel 8088 operando a 4.77 MHz (com um soquete para um coprocessador matemático 8087); o sistema operacional normalmente vendido com ele era o PC-DOS 2.0. Os oito slots eram uma melhoria sobre os cinco do IBM PC embora três eram tomados pelo adapdador de disco flexível, pelo adaptador de disco rígido, e pelo adaptador da porta serial. Modelos posteriores vieram com 256 kB de memória padrão e eventualmente modelos com 640 kB e disco rígido de 20 MB foram vendidos.
O XT veio originalmente somente em uma configuração padrão com disco rígido. Mas em 1985 um modelo sem o disco rígido se tornou disponível. Outros modelos vieram com dois acionadores de disco flexível de meia-altura assim como os discos rígidos.
Em 1986, o XT/286 (IBM 5162) com um processador Intel 80286 de 6 MHz foi introduzido. Este computador se tornou mais rápido do que o ATs da época usando os processadores 286 de 8 MHz devido ao fato de ter a RAM com wait state zero; assim podia mover dados mais rapidamente.
Como o PC original, o XT veio com um interpretador BASIC em ROM. Como este interpretador foi feito para ser usado com um acionador de cassetes (que não era oferecido com o XT) as únicas maneiras acessá-lo eram desconectando o disco rígido e deixando o acionador de disco flexível vazio, usando o programa BASICA incluído em um disco flexível o qual adicionava extensões para usar os discos, ou invocando manualmente uma chamada da BIOS usando um debugador.
Os teclados do PC e do XT não são compatíveis com os PCs mais modernos (IBM AT ou mais novos), mesmo com adaptadores DIN para PS/2 mini-DIN, porque códigos diferentes da varredura de teclado eram usados no PC/XT. Um adaptador de sinal XT para AT é necessário para compatibilizar com computadores modernos.

## História
O computador PC-XT foi o sucessor do IBM PC original, lançado em 8 de março de 1983, sendo um dos primeiros dispositivos computacionais a ter uma unidade de disco rígido interno como padrão. O sistema foi largamente voltado para usuários de negócio e o 3270 PC que é um emulador de terminal 3270 foi liberado mais tarde em outubro 1983.

## Referência
- IBM (1983). Personal Computer Hardware Reference Library: Guide to Operations, Personal Computer XT. IBM Part Number 6936831.